# Ulongué
Ulónguè é uma vila no norte da província de Tete, em Moçambique. É a sede do distrito de Angónia e também desde 2008 um município com um governo local eleito.
A povoação foi elevada a vila em 28 de Julho de 1945 e antes da independência de Moçambique tinha o nome de Vila Coutinho.
A vila de Ulongué está localizada no Planalto de Angónia, foi projectada pelos Portugueses na era colonial a quando era designada "Vila Coutinho". Possui infraestruturas antigas e que constituem um património histórico da vila e do distrito, dentre as quais se destacam as instalações do Governo Distrital e Palácio do Administrador do distrito.
A localidade possui um campus da Universidade Zambeze, que serve como sede da Faculdade de Ciências Agrárias (FCA), e outra instituição do ensino superior, o HEFSIBA-Instituto Superior Cristão, que é também a sede desta instituição em Moçambique.